# Dr Hassan Moustafa Indoor Sports Complex
Der Dr Hassan Moustafa Indoor Sports Complex (arabisch صالة الدكتور حسن مصطفى بـ 6 أكتوبر) ist eine Mehrzweckhalle in der ägyptischen Stadt Madinat as-Sadis min Uktubar.

## Geschichte
Die Halle wurde als ein Austragungsort der Handball-Weltmeisterschaft der Männer 2021 im selben Jahr fertiggestellt. Die Gesamtkosten lagen bei 1,5 Mrd. EGP (ca. 79 Mio. €). Sie ist nach dem Ägypter Hassan Moustafa benannt, der seit dem Jahr 2000 Präsident der Internationalen Handballföderation (IHF) ist.
Zur Eröffnung am 14. Januar 2021 spielten die Männer-Handballnationalmannschaften von Österreich und der Schweiz (25:28) bei der Handball-WM gegeneinander.

## Ausstattung
Die Halle bietet eine Trainingshalle, einen Fitness- und Spabereich, Räume für Medienschaffende, einen V.I.P.-Bereich sowie zwei LED-Innenbildschirme neben einem Videowürfel mit je 15 m² großen Bildschirmen (insgesamt 60 m²).
Außergewöhnlich ist, dass die Halle nur drei Tribünen hat (Haupt-, Gegen- und eine Tortribüne); links von der Haupttribüne grenzt ein viergeschossiger verglaster Bau an, in dem sich ein Hotel mit 40 Zimmern, darunter 16 Suiten, befindet, sowie Räume für den zukünftigen Sitz des Ägyptischen Handballverbandes und Büros der Confédération Africaine de Handball und der IHF.
Am 24. Dezember 2022 stürzte ein Teil einer Tribüne in der erst vor zwei Jahren eingeweihten Halle bei einem Basketballspiel ein. Es wurde mindestens 27 Personen verletzt. Nach Angaben des ägyptischen Gesundheitsministeriums hätten die meisten der Verletzten "keine lebensgefährlichen Blessuren" erlitten. Mehr als 20 Krankenwagen waren im Einsatz.